# NGC 6645
NGC 6645 est un amas ouvert situé dans la constellation du Sagittaire. Cet amas a été découvert par l'astronome germano-britannique William Herschel en 1786.
Selon la classification des amas ouverts de Robert Trumpler, cet amas renferme entre 50 et 100 étoiles (lettre m) dont la concentration est moyennement faible (III) et dont les magnitudes se répartissent sur un petit intervalle (le chiffre 1). Toutefois, selon le site Lynga consacré aux amas ouverts, la concentration de l'amas est faible (IV) et le nombre d'étoiles membres de l'amas est de 40.

## Observation
Avec une magnitude visuelle de 8,5, on peut observer l'amas avec des jumelles dont l'ouverture est de 60 à 70 mm ou avec un petit télescope..

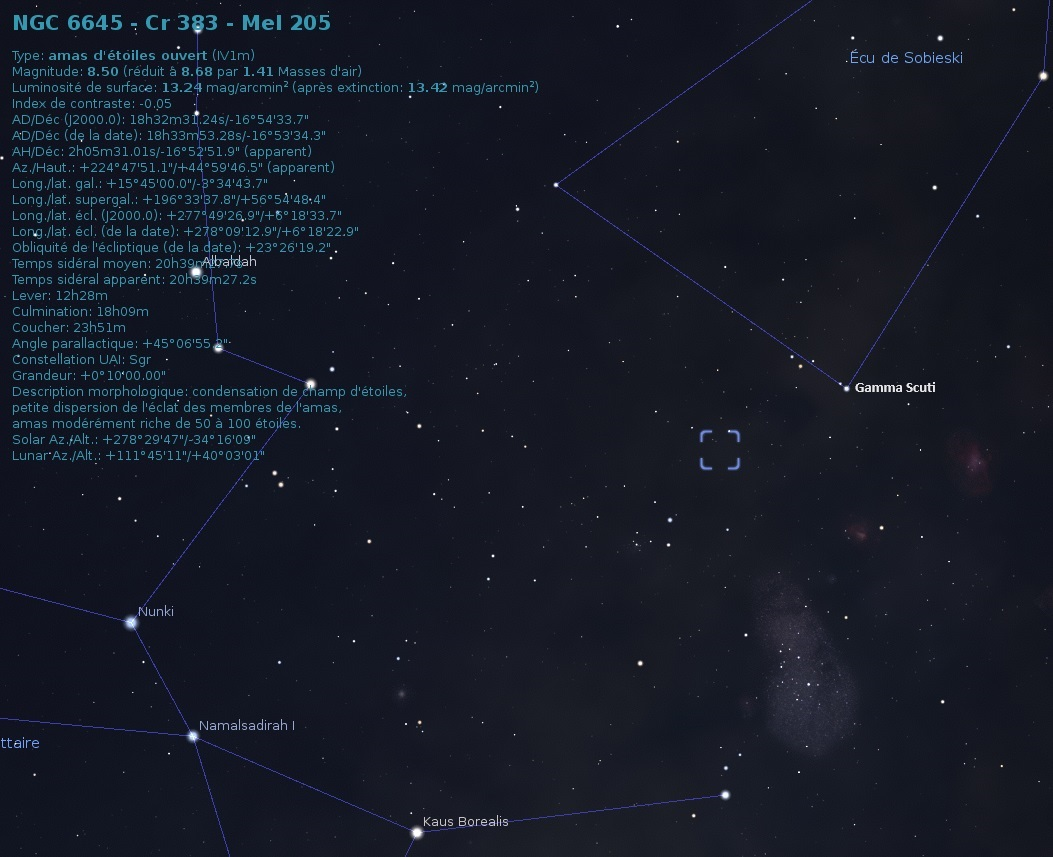
Emplacement de NGC 6645 dans la constellation du Sagittaire.

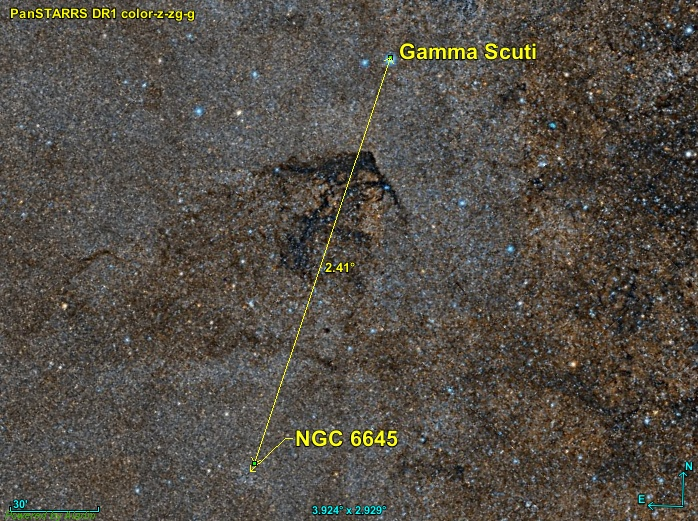
Position de NGC 6645 par rapport Gamma Scuti.

NGC 6645 est situé à environ 2,4 degrés au sud-est de l'étoile Gamma Scuti.

## Caractéristiques

### Distance, taille et vitesse
Selon de récentes mesures réalisées en 2021 par le satellite Gaia de la distance de NGC 6645, l'amas est à 1 526 ± 97 pc (∼4 980 al) du système solaire,. La base de données Simbad indique deux autres valeurs, l'une aussi basé sur les observations de Gaia égale à environ 1 810 pc (∼5 900 al) et l'autre égale à environ 1 810 pc (∼5 900 al).
La taille apparente de l'amas est de 15 minutes d'arc, ce qui, compte tenu de la distance de 1526 pc et grâce à un calcul simple, équivaut à une taille réelle d'environ 22 années-lumière. C'est un amas relativement âgé, vieux de 398 millions d'années.
Trois valeurs récentes (de 2017 à 2021) de la vitesse sont indiquées sur Simbad. La valeur provenant de Gaia est −4,940 ± 0,537 km/s. Les deux autres sont égales à −3,53 ± 0,29 km/s et à −3,93 ± 0,31 km/s.

### Métallicité
Simbad rapporte deux valeurs de la métallicité (Fe/H), soit -0,004 et +0,097. Cela signifie que le pourcentage d'éléments lourds (plus lourd que l'hydrogène et l'hélium) de cet amas est compris entre 10-0,004 (99%) et 10+0,097 (125%) de celui du Soleil.

## Étoiles
Simbad montre aussi un bouton nommé Children. En cliquant sur ce bouton, on atteint une section de cette base de données qui renferme un tableau contenant 440 entrées pour NGC 6645. Cependant, des étoiles (les Children) peuvent apparaître plusieurs fois dans la deuxième colonne du tableau, d'où le nombre de liens bibliographiques qui est supérieure au nombre d'étoiles. La quatrième colonne de ce tableau indique la probabilité que l'étoile appartienne à l'amas. En cliquant sur le titre de cette colonne, on peut classer la probabilité par ordre croissant ou décroissant. En cliquant sur la désignation de l'étoile, on atteint la page de Simbad qui résume ses propriétés.